# Conseil fédéral de l'État Môn
Le Conseil fédéral de l'État Môn (MSFC) est un gouvernement provisoire établi dans l'État Môn (Birmanie) à la suite du coup d'État de 2021. Il s'agit de l'un des deux principaux groupes révolutionnaires môn actifs en Birmanie, l'autre étant le Parti du Nouvel État Môn (dictature anti-militaire) (en) (NMSP-AD). Le MSFC commande deux forces militaires, la Force révolutionnaire de l'État Môn (MSRF) et la Force de défense de l'État Môn (MSDF). Il est également membre du Conseil consultatif d'unité nationale (en).

## Histoire
Le MSFC est créé le 19 avril 2021 sous le nom de Comité de coordination intérimaire de l'État Môn (MSICC), organisation faîtière des partis politiques, des législateurs et des organisations civiles môn pro-démocratie. Le 15 janvier 2023, le MSICC se reforme pour devenir le MSFC après sa première conférence afin de mieux représenter et renforcer sa cause fédéraliste. En avril 2024, la Force de défense de l'État Môn accepte de rejoindre la Force révolutionnaire de l'État Môn au sein du MSFC. Peu après, le MSFC et le NMSP-AD s'engagent à collaborer.
Le 20 janvier 2025, le NMSP-AD, le MLA, le MSDF et le MSRF conviennent de fournir des soldats à une force conjointe : la Colonne commune de Ramanya.
Le MSFC connaît des tensions avec d'autres organisations môn, notamment le Conseil consultatif de l'État Môn et le NMSP-AD, sur des questions relatives à l'unification,.